# Татієв Іраклій Георгійович
Іра́клій Гео́ргійович Таті́єв (*23 травня 1917—1974) — український архітектор, почесний громадянин Ялти.

## Життєпис
Його батько був грузином. Іраклій закінчив ялтинську школу № 6. Вступив до Московського державного університету, закінчував Московський архітектурний.
Переважна більшість його робіт провадилася у Ялті, творив у співавторстві з Ольгою Бистровою. Серед проектів:
- 1955 — будинок Головпоштамту, збудований на місці літнього кінотеатру,
- 1968 — забудова центральної площі — з фонтаном, кінотеатр «Сатурн», — 1971 — ресторан «Гірка».

На місці міської нафтобази спланував будову міськкому КПРС, відвоювавши у гонителів «архітектурних надлишків» портик та колони.
Також спланував забудову Виставкового залу художників, Будинок книги, Будинок творчості Літфонду, Місхорський філіал Будинку творчості «Актор», меморіал Військової слави.
Брав участь у створенні підвісної канатної дороги на Ай-Петрі.
Провадив реставрацію замку «Ластівчине гніздо», котре після землетрусу 1927 простояло понад 40 років напівзруйнованим, також реставрував Набережну Ялти.
З дружиною Ольгою Костянтинівною Бистровою (теж архітектор) виховали дочку Людмилу — стала піаністкою, вчителькою музики.